# Brazilserolis foresti
Brazilserolis foresti là một loài chân đều trong họ Serolidae. Loài này được Bastida & Torti miêu tả khoa học năm 1970.